# Sogni dorati (film 1927)
Sogni dorati (The Joy Girl) è un film muto del 1927 diretto da Allan Dwan. Interpretato da Olive Borden (che da quel momento ricevette il soprannome di Joy Girl), il film venne girato a Palm Beach, prodotto e distribuito dalla Fox Film Corporation di William Fox. Venne distribuito in sala il 3 settembre 1927.
Parte del film venne girata in Technicolor. Fu l'ultimo film che usò il processo del System 2.

## Trama
Una ragazza rifiuta un corteggiatore perché lo crede un autista, mentre accetta di frequentare un milionario. Verrà poi a scoprire che i ruoli dei due sono invertiti e che il vero milionario era proprio l'autista.

## Produzione
Il film fu prodotto dalla Fox Film Corporation.
Venne girato in Florida, a Palm Beach.

## Distribuzione
Distribuito dalla Fox Film Corporation e presentato da William Fox, uscì nelle sale cinematografiche USA il 3 settembre 1927. In Brasile gli venne dato il titolo A Menina Alegre.